# رودريغو ميار
رودريغو خافيير ميار كارفاخال (بالإسبانية: Rodrigo Javier Millar Carvajal) (مواليد 3 نوفمبر 1981 في أروكو) لاعب كرة قدم تشيلي يلعب حاليا لصالح نادي كولوكولو التشيلي .

## مسيرته الكروية
لعب رودريغو ميار خلال مسيرته الاحترافية مع 5 أندية في ثلاثة وعشرون موسمًا وسجل خلالها 92 هدفًا ضمن 542 مباراة. ولم يفز بأي موسم بالكأس وفاز في ثلاثة مواسم بالدوري.
خاض رودريغو ميار مسيرته مع نادي هواتشيباتو في موسم 1999 ليلعب معه ثمانية مواسم، مشاركًا في 190 مباراة سجل خلالها 56 هدفًا. ثم انتقل إلى نادي كولو-كولو في موسم 2007 ليلعب معه ستة مواسم، حيث شارك في 145 مباراة سجل خلالها 16 هدفًا. لينتقل بعدها إلى نادي أطلس في موسم 2012–13 واستمر معه طيلة ثلاثة مواسم، مشاركًا في 71 مباراة سجل خلالها 12 هدفًا. ثم انتقل إلى نادي موريليا الرياضي في موسم 2015–16 ليلعب معه خمسة مواسم، مشاركًا في 126 مباراة سجل خلالها 5 أهداف.

## روابط خارجية
- رودريغو ميار على موقع الاتحاد الدولي (مؤرشف)  (الإنجليزية)
- رودريغو ميار على موقع إي إس بي إن إف سي (الإنجليزية)
- رودريغو ميار على موقع قاعدة بيانات كرة القدم.إي يو (الإنجليزية)
- رودريغو ميار على موقع ليكيب (الفرنسية)
- رودريغو ميار على موقع ناشيونال فوتبول تيمز (الإنجليزية)
- رودريغو ميار على موقع Soccerway.com (الإنجليزية)
- رودريغو ميار على موقع عالم كرة القدم.نت (الإنجليزية)
- رودريغو ميار على موقع كووورة
- رودريغو ميار على موقع AS.com (الإسبانية)